# Rectoria de Sant Martí de Romanyà
La Rectoria de Sant Martí de Romanyà és una obra renaixentista de Santa Cristina d'Aro (Baix Empordà) inclosa a l'Inventari del Patrimoni Arquitectònic de Catalunya.

## Descripció
Edifici de planta rectangular amb un cos afegit que fa de tancament i defineix un pati al darrere. Consta de planta baixa, pis i golfes i és cobert amb teulada de doble vessant, amb el carener perpendicular a la façana principal. Les obertures, allindades, són de pedra vista, mentre que els murs són de maçoneria i arrebossats. Conserva un troç de mur, amb arc carpanell, que ara fa d'accés a un recinte cobert per aparcar el cotxe.